# 산스페라테
산스페라테(San Sperate), 사르데냐어로는 산투 스페라우는 이탈리아 사르데냐 주 수드사르데냐도에 있는 코무네로, 칼리아리에서 북서쪽으로 약 20 킬로미터 (12 mi) 떨어져 있다. 인구는 8,323명이고 면적은 26.2 제곱킬로미터 (10.1 mi2)이다.
산스페라테는 다음 코무네와 접한다: 아세미니, 데시모마누, 모나스티르 (이탈리아), 세스투, 빌라소르.